# Pier Janssen
Pour les articles homonymes, voir Janssen.
Pier Janssen  est un footballeur belge, né le 9 septembre 1956 à Brée.

## Biographie

### En club
Pier Janssen joue comme milieu de terrain au Waterschei THOR, au RSC Anderlecht, au KSC Lokeren et au KRC Genk.
Il inscrit 10 buts en première division belge lors de la saison 1982-1983.
Il joue 12 matchs en Coupe d'Europe des clubs champions, marquant un but, et 12 matchs en Coupe des Coupes, inscrivant 4 buts. Il est demi-finaliste de la Coupe des Coupes en 1983.

### En équipe nationale
Il est sélectionné en équipe de Belgique trois fois en 1986 et en 1987. 
Il joue notamment deux matchs rentrant dans le cadre des éliminatoires de l'Euro 1988, contre la Bulgarie puis contre l'Irlande. Il inscrit un but contre la Bulgarie.

## Palmarès
- International belge de 1986 à 1987 (3 sélections)
- Champion de Belgique en 1986 et 1987 avec le RSC Anderlecht
- Vice-champion de Belgique en 1989 avec le RSC Anderlecht
- 325 matches et 58 buts marqués en Division 1[6].